# كايل بوشنياك
كايل بوشنياك (بالإنجليزية: Kyle Bochniak؛ مواليد 5 فبراير 1987) هو مقاتل فنون القتال المختلطة أمريكي.

## وصلات خارجية
- كايل بوشنياك على موقع يو إف سي (الإنجليزية)
- كايل بوشنياك على موقع شيردوغ (الإنجليزية)
- كايل بوشنياك على موقع Tapology.com (الإنجليزية)
- كايل بوشنياك على موقع IMDb (الإنجليزية)
- كايل بوشنياك على موقع قاعدة بيانات الفيلم (الإنجليزية)